# 魚図鑑
『魚図鑑』（さかなずかん）は、日本のロックバンド・サカナクションのメジャー1作目のベストアルバム。2018年3月28日にビクターエンタテインメント内のレーベル・NF Recordsより限定盤として発売された。全楽曲をバンドのフロントマン・山口一郎が作詞・作曲している。

## 概要
本アルバムは、メジャーデビューから10周年を迎えたバンドにとって、初のベストアルバムである。これまでの作品を総括、体系化した作品となっており、同梱されているブックレットは「魚図鑑」「魚大図鑑」と題し、収録された10年分の楽曲を分析した内容となっている。また、付属する映像特典は「SAKANAQUARIUM ARCHIVE」と題され、これまでリリースされた映像作品から、メンバーやスタッフが選んだライブ映像が収録されている。
本アルバムは、音楽評論家から一定の評価を受けており、評論家の中には、バンドとその楽曲たちを「自分たちの手であえて分析して出した1つの答え」であると指摘したものや「サカナクション解体新書とでも呼ぶべき作品」であると位置づけたものもいた。
本アルバムは、オリコンアルバムランキングや、Billboard JAPAN「Hot Albums」「Top Albums Sales」などで、1位を獲得した。また、Billboard JAPAN「Download Albums」では、2位を記録している。

## リリース
サカナクションは、2005年春に北海道札幌市で結成され、翌年にメジャーデビューし、2017年にメジャーデビュー10周年を迎えた。そのため、本アルバムは、バンドの10周年を総括し、今のバンドをいかに表現するかに固執した作品制作を行った作品となっている。
2018年2月1日、ラジオ番組『SCHOOL OF LOCK!』（TOKYO FM）にて、バンドのフロントマン・山口一郎らが担当しているコーナー『サカナLOCKS!』（ARTIST LOCKS!）内の冒頭で発表された。事前に、コーナー内でバンドの今後に関わる重要な発表がされると告知されており、発表時には、ライブツアー「SAKANAQUARIUM2018」と『魚図鑑』のタイトルを含む、3作品の連続リリースが発表された。
本アルバムは、バンドの独自レーベル・NF Recordsより、2018年3月28日にリリース。規格は、完全生産限定プレミアムBOX（3CD+魚大図鑑）、初回生産限定盤（2CD+魚図鑑+Blu-ray/DVD）、期間限定生産盤（2CD+魚図鑑）の4つがリリースされた。CDは「図鑑」というテーマに合わせ、それぞれのディスクを「浅瀬」「中層」「深海」と題し、バンドの世界観の深さを収録曲で表現した構成となっている。
完全生産限定プレミアムBOXには、アルバムの収録内容をスマートフォンで再生できるストリーミングサービスの視聴権が付属していた。また「魚図鑑」および完全生産限定盤のみ収録される「魚大図鑑」と題した、収録した楽曲を解析したブックレットが同梱されている。
3枚のCDのうち「浅瀬」「中層」が、全ての規格に収録されており「深海」は、完全生産限定プレミアムBOXのみに収録されている。全ての初回限定盤に付属する映像特典は「SAKANAQUARIUM ARCHIVE」と題され、これまでリリースされたバンドの映像作品から、メンバーやスタッフが選んだライブ映像が収録されている。
アートディレクションとデザインは平林奈緒美が行い、付属の魚図鑑・魚大図鑑の編集は伊藤総研が行った。また、全収録曲がFLAIRの小島康太郎によるリマスタリングが施されている。

## プロモーション
発売前後のプロモーション活動では「陽炎 -movie version-」が、2018年3月1日に『サカナLOCKS!』（ARTIST LOCKS!）にて、初のオンエアが行われた。また、本楽曲は、映画『曇天に笑う』主題歌であり、映画のプロモーションに使用された。
映画のプロモーションでは、本楽曲に合わせてダンスを踊る「曇天ダンス ～D.D～」と題した動画をYouTubeに投稿しており、丸の内ピカデリーにて行われた舞台挨拶においても、ダンスが披露された。また、本作は電通のオリジナルキャラクター・豆しばとのコラボレーションが行われ、本楽曲を用いた映像作品が制作された。コラボした映像は、YouTubeへ投稿された。
バンドは、アルバムのプロモーションとして、テレビに複数回出演した。3月20日には、日本テレビ系列『ZIP!』にメンバー全員が出演し、本アルバムに関するインタビューに答えた。3月23日には、テレビ朝日『ミュージックステーション』に出演し「新宝島」を披露した。3月29日には、フジテレビ系列（FNS）『めざましテレビ』に山口が出演し、魚類学者でタレントのさかなクンとの対談を行った様子が放映された。

写真家のエドワード・マイブリッジが撮影した連続写真

バンドが行うプロモーションでは、アーティスト写真の更新やアルバムのスペシャルサイトの公開、テレビスポット広告などを行っている。公開されたスペシャルサイトでは、バンドと所縁のある著名人がバンドの中でベストと思った楽曲を選ぶ「僕たち、私たちが選ぶ!サカナクションのベスト1曲」というコーナーが設けられた。
新たなアーティスト写真は、本アルバムのコンセプトに連動し、バンドをメンバー自身を解析するという独特なコンセプトのもと撮影され、イギリスの写真家のエドワード・マイブリッジの連続写真から着想を得たことにより、時代を感じさせるモノクロームな写真となっている。
アートディレクションを「新宝島」や「多分、風。」などのミュージックビデオも手掛けた田中裕介が、フォトグラファーを田島一成が務めている。また、公開されたテレビスポット広告では、アーティスト写真に同じくアルバムのコンセプトに連動し、黒地に白ラインのグリッドの前でバンドメンバー各自の動きを連続撮影し、それらの写真をつないだ映像になっている。
また、本楽曲は、テレビスポット広告とは別に、ダイジェスト映像も公開されている。ダイジェストでは、収録曲のミュージックビデオや、映像特典のライブ映像の一部が視聴できる。バンドは、3月26日21時30分頃より、LINE LIVEでのストリーミング配信を行った。配信では、山口とさかなクンが登壇し、本アルバムと魚類の解説を行った。

アルバムのリリースを記念した配信キャンペーンでは、2017年に行われたライブ「SAKANAQUARIUM2017 10th ANNIVERSARY Arena Session 6.1ch Sound Around」の会場にて販売されたBearbrickとのコラボ商品のプレゼント企画が行われた。

## 評価

### 評論家による批評
- タワーレコードが発行するフリーマガジン「tower+」の酒井優考は、アルバムをただのベストアルバムではなく、バンドとその楽曲を「自分たちの手であえて分析して出した1つの答え」であると指摘した[22]。
- ロッキング・オンの古河晋は「このベストアルバムを聴くと、いかにサカナクションが飽くなき探究心を持って音楽の無限の海洋を、縦横無尽に浅瀬と中層と深海を行き来しながら泳ぎ回ってきたかが伝わってくる」と指摘している[23]。
- ロッキング・オンの高橋智樹は、本アルバムを「今週の一枚」として選出し「バンドヒストリーを自ら分析し因数分解してみせた、サカナクション解体新書とでも呼ぶべき作品」であると位置づけている[24]。

### チャート成績
オリコンの調査によると、本アルバムは、初週72,591枚を売り上げ 、週間アルバムランキングで1位を記録した。アルバム首位は、6thアルバム『sakanaction』以来5年ぶり通算2作目である。
Billboard JAPANの総合アルバムチャート「Hot Albums」においても、1位を記録した。バンドにとって初となる本チャート首位となった。「Top Albums Sales」では、7万3767枚を売り上げ、1位を記録した。「Download Albums」では、2位を記録した。

## 収録曲
| 全作詞・作曲: 山口一郎。 |                                            |          |            |      |
| #                        | タイトル                                   | 作詞     | 作曲・編曲 | 時間 |
| 1.                       | 「新宝島」                                 | 山口一郎 | 山口一郎   | 5:02 |
| 2.                       | 「夜の踊り子」                             | 山口一郎 | 山口一郎   | 5:02 |
| 3.                       | 「Aoi」                                    | 山口一郎 | 山口一郎   | 4:15 |
| 4.                       | 「ルーキー」                               | 山口一郎 | 山口一郎   | 5:20 |
| 5.                       | 「アイデンティティ」                       | 山口一郎 | 山口一郎   | 4:13 |
| 6.                       | 「ライトダンス」                           | 山口一郎 | 山口一郎   | 3:32 |
| 7.                       | 「セントレイ」                             | 山口一郎 | 山口一郎   | 4:01 |
| 8.                       | 「僕と花」                                 | 山口一郎 | 山口一郎   | 3:50 |
| 9.                       | 「『バッハの旋律を夜に聴いたせいです。』」 | 山口一郎 | 山口一郎   | 3:59 |
| 10.                      | 「ミュージック」                           | 山口一郎 | 山口一郎   | 5:23 |
| 11.                      | 「モノクロトウキョー」                     | 山口一郎 | 山口一郎   | 3:58 |
| 12.                      | 「Klee」                                   | 山口一郎 | 山口一郎   | 4:16 |
| 13.                      | 「表参道26時」                             | 山口一郎 | 山口一郎   | 4:18 |
| 14.                      | 「アルクアラウンド」                       | 山口一郎 | 山口一郎   | 4:25 |
| 15.                      | 「アドベンチャー」                         | 山口一郎 | 山口一郎   | 4:57 |
| 16.                      | 「ナイトフィッシングイズグッド」           | 山口一郎 | 山口一郎   | 6:19 |
| 17.                      | 「陽炎 -movie version-」                   | 山口一郎 | 山口一郎   | 3:31 |
| 合計時間:                | 合計時間:                                  | 76:21    |            |      |

| 全作詞・作曲: 山口一郎。 |                          |          |            |      |
| #                        | タイトル                 | 作詞     | 作曲・編曲 | 時間 |
| 1.                       | 「ワード」               | 山口一郎 | 山口一郎   | 4:30 |
| 2.                       | 「三日月サンセット」     | 山口一郎 | 山口一郎   | 3:48 |
| 3.                       | 「ネイティブダンサー」   | 山口一郎 | 山口一郎   | 4:24 |
| 4.                       | 「ホーリーダンス」       | 山口一郎 | 山口一郎   | 5:12 |
| 5.                       | 「なんてったって春」     | 山口一郎 | 山口一郎   | 4:31 |
| 6.                       | 「サンプル」             | 山口一郎 | 山口一郎   | 4:40 |
| 7.                       | 「白波トップウォーター」 | 山口一郎 | 山口一郎   | 5:30 |
| 8.                       | 「夜の東側」             | 山口一郎 | 山口一郎   | 4:08 |
| 9.                       | 「スローモーション」     | 山口一郎 | 山口一郎   | 5:18 |
| 10.                      | 「涙ディライト」         | 山口一郎 | 山口一郎   | 4:05 |
| 11.                      | 「明日から」             | 山口一郎 | 山口一郎   | 4:02 |
| 12.                      | 「仮面の街」             | 山口一郎 | 山口一郎   | 3:36 |
| 13.                      | 「エンドレス」           | 山口一郎 | 山口一郎   | 3:48 |
| 14.                      | 「years」                | 山口一郎 | 山口一郎   | 4:22 |
| 15.                      | 「ボイル」               | 山口一郎 | 山口一郎   | 3:30 |
| 16.                      | 「ドキュメント」         | 山口一郎 | 山口一郎   | 4:48 |
| 17.                      | 「目が明く藍色」         | 山口一郎 | 山口一郎   | 6:58 |
| 合計時間:                | 合計時間:                | 77:10    |            |      |

| 全作詞・作曲: 山口一郎（「潮」の作曲のみ、山口一郎と岩寺基晴の共作）。 |                                           |                                                        |                                                        |      |
| #                                                                      | タイトル                                  | 作詞                                                   | 作曲・編曲                                             | 時間 |
| 1.                                                                     | 「潮」                                    | 山口一郎（「潮」の作曲のみ、山口一郎と岩寺基晴の共作） | 山口一郎（「潮」の作曲のみ、山口一郎と岩寺基晴の共作） | 5:19 |
| 2.                                                                     | 「YES NO」                                | 山口一郎（「潮」の作曲のみ、山口一郎と岩寺基晴の共作） | 山口一郎（「潮」の作曲のみ、山口一郎と岩寺基晴の共作） | 3:57 |
| 3.                                                                     | 「ティーンエイジ」                        | 山口一郎（「潮」の作曲のみ、山口一郎と岩寺基晴の共作） | 山口一郎（「潮」の作曲のみ、山口一郎と岩寺基晴の共作） | 5:27 |
| 4.                                                                     | 「Ame(A)」                                | 山口一郎（「潮」の作曲のみ、山口一郎と岩寺基晴の共作） | 山口一郎（「潮」の作曲のみ、山口一郎と岩寺基晴の共作） | 3:31 |
| 5.                                                                     | 「フクロウ」                              | 山口一郎（「潮」の作曲のみ、山口一郎と岩寺基晴の共作） | 山口一郎（「潮」の作曲のみ、山口一郎と岩寺基晴の共作） | 5:31 |
| 6.                                                                     | 「enough」                                | 山口一郎（「潮」の作曲のみ、山口一郎と岩寺基晴の共作） | 山口一郎（「潮」の作曲のみ、山口一郎と岩寺基晴の共作） | 5:47 |
| 7.                                                                     | 「mellow」                                | 山口一郎（「潮」の作曲のみ、山口一郎と岩寺基晴の共作） | 山口一郎（「潮」の作曲のみ、山口一郎と岩寺基晴の共作） | 3:36 |
| 8.                                                                     | 「映画」                                  | 山口一郎（「潮」の作曲のみ、山口一郎と岩寺基晴の共作） | 山口一郎（「潮」の作曲のみ、山口一郎と岩寺基晴の共作） | 5:01 |
| 9.                                                                     | 「multiple exposure」                     | 山口一郎（「潮」の作曲のみ、山口一郎と岩寺基晴の共作） | 山口一郎（「潮」の作曲のみ、山口一郎と岩寺基晴の共作） | 5:18 |
| 10.                                                                    | 「ネプトゥーヌス」                        | 山口一郎（「潮」の作曲のみ、山口一郎と岩寺基晴の共作） | 山口一郎（「潮」の作曲のみ、山口一郎と岩寺基晴の共作） | 6:01 |
| 11.                                                                    | 「シーラカンスと僕」                      | 山口一郎（「潮」の作曲のみ、山口一郎と岩寺基晴の共作） | 山口一郎（「潮」の作曲のみ、山口一郎と岩寺基晴の共作） | 5:28 |
| 12.                                                                    | 「開花」                                  | 山口一郎（「潮」の作曲のみ、山口一郎と岩寺基晴の共作） | 山口一郎（「潮」の作曲のみ、山口一郎と岩寺基晴の共作） | 3:28 |
| 13.                                                                    | 「アムスフィッシュ」                      | 山口一郎（「潮」の作曲のみ、山口一郎と岩寺基晴の共作） | 山口一郎（「潮」の作曲のみ、山口一郎と岩寺基晴の共作） | 6:29 |
| 14.                                                                    | 「朝の歌」                                | 山口一郎（「潮」の作曲のみ、山口一郎と岩寺基晴の共作） | 山口一郎（「潮」の作曲のみ、山口一郎と岩寺基晴の共作） | 4:17 |
| 15.                                                                    | 「グッドバイ -binaural field recording-」 | 山口一郎（「潮」の作曲のみ、山口一郎と岩寺基晴の共作） | 山口一郎（「潮」の作曲のみ、山口一郎と岩寺基晴の共作） | 5:09 |
| 合計時間:                                                              | 合計時間:                                 | 74:19                                                  |                                                        |      |

| #         | タイトル | 作詞   | 作曲・編曲 | 時間 |
| --------- | --- | ------ | ---------- | ---- |
| 1.        | 「アドベンチャー」(SAKANAQUARIUM 2009 "シンシロ" FINAL @PENNY LANE 24)                                           |        |            | 4:59 |
| 2.        | 「ネイティブダンサー」(SAKANAQUARIUM 2009 "シンシロ" FINAL @PENNY LANE 24)                                       |        |            | 5:19 |
| 3.        | 「21.1」(SAKANAQUARIUM 2010 (C))                                                                                 |        |            | 3:39 |
| 4.        | 「明日から」(SAKANAQUARIUM 2010 (C))                                                                             |        |            | 4:22 |
| 5.        | 「表参道26時」(SAKANAQUARIUM 2010 (C))                                                                           |        |            | 4:10 |
| 6.        | 「目が明く藍色」(SAKANAQUARIUM 2010 (C))                                                                         |        |            | 7:02 |
| 7.        | 「ライトダンス」(SAKANAQUARIUM 2010 (B))                                                                         |        |            | 3:28 |
| 8.        | 「セントレイ」(SAKANAQUARIUM 2010 (B))                                                                           |        |            | 3:55 |
| 9.        | 「エンドレス」(SAKANAQUARIUM 2011 DocumentaLy -LIVE at MAKUHARI MESSE-)                                          |        |            | 4:03 |
| 10.       | 「『バッハの旋律を夜に聴いたせいです。』」(SAKANAQUARIUM 2011 DocumentaLy -LIVE at MAKUHARI MESSE-)              |        |            | 3:57 |
| 11.       | 「ホーリーダンス」(SAKANAQUARIUM 2011 DocumentaLy -LIVE at MAKUHARI MESSE-)                                      |        |            | 5:44 |
| 12.       | 「INORI」(SAKANAQUARIUM 2013 sakanaction -LIVE at MAKUHARI MESSE 2013.5.19-)                                     |        |            | 7:12 |
| 13.       | 「ミュージック」(SAKANAQUARIUM 2013 sakanaction -LIVE at MAKUHARI MESSE 2013.5.19-)                              |        |            | 5:41 |
| 14.       | 「インナーワールド」(SAKANATRIBE 2014 -LIVE at TOKYO DOME CITY HALL-)                                            |        |            | 7:22 |
| 15.       | 「三日月サンセット」(SAKANATRIBE 2014 -LIVE at TOKYO DOME CITY HALL-)                                            |        |            | 4:27 |
| 16.       | 「SAKANATRIBE」(SAKANATRIBE 2014 -LIVE at TOKYO DOME CITY HALL-)                                                 |        |            | 5:17 |
| 17.       | 「モノクロトウキョー」(SAKANATRIBE 2014 -LIVE at TOKYO DOME CITY HALL-)                                          |        |            | 3:59 |
| 18.       | 「years」(SAKANAQUARIUM 2015-2016 "NF Records launch tour" -LIVE at NIPPON BUDOKAN 2015.10.27-)                  |        |            | 5:15 |
| 19.       | 「ネプトゥーヌス」(SAKANAQUARIUM 2015-2016 "NF Records launch tour" -LIVE at NIPPON BUDOKAN 2015.10.27-)         |        |            | 6:26 |
| 20.       | 「さよならはエモーション」(SAKANAQUARIUM 2015-2016 "NF Records launch tour" -LIVE at NIPPON BUDOKAN 2015.10.27-) |        |            | 4:28 |
| 合計時間: | 合計時間: | 100:45 |            |      |

## チャートと売上

### チャート
| チャート                               | 順位 | 出典   |
| -------------------------------------- | ---- | ------ |
| 日本・オリコンCDアルバム               | 1    | [ 26 ] |
| 日本・Billboard JAPAN Hot Albums       | 1    | [ 28 ] |
| 日本・Billboard JAPAN Top Albums Sales | 1    | [ 30 ] |
| 日本・Billboard JAPAN Download Albums  | 2    | [ 31 ] |

### 売上
| 国   | 集計団体                 | 売上/枚 | 出典          |
| ---- | ------------------------ | ------- | ------------- |
| 日本 | オリコン                 | 73,000  | [ 25 ]        |
| 日本 | サウンドスキャンジャパン | 74,000  | [ 29 ] [ 30 ] |

## 発売日一覧
| 国・地域 | 発売・発信元                              | 発売日・解禁日 | 規格                                                | 規格品番                                         |
| -------- | ----------------------------------------- | -------------- | --------------------------------------------------- | ------------------------------------------------ |
| 日本     | - NF Records - ビクターエンタテインメント | 2018年3月28日  | - 3CD - 2CD+Blu-ray Disc - 2CD+DVD - 2CD - 音楽配信 | - VIZL-1370 - VIZL-1371 - VIZL-1372 - VIZL-64991 |
| 世界     | - NF Records - ビクターエンタテインメント | 2018年3月28日  | デジタル・ダウンロード                              | N/A                                              |
| 日本     | - NF Records - ビクターエンタテインメント | 2018年4月14日  | レンタルCD                                          | VICL-64991                                       |